# Kaštel Cerineo u Splitskoj
Kaštel Cerineo je kaštel plemenitaške obitelji Cerineo u Splitskoj na Braču.
Utvrđeni sklop iz druge polovine 16.st nalazi se na istočnoj strani luke Splitske. Uz kamenu dvokatnicu je trokatna kula u dvorišnom dijelu. Natpis spominje plemićki rod Cerinića i obnovu sklopa 1577. godine.

## Zaštita
Pod oznakom Z-4931 zaveden je kao nepokretno kulturno dobro - pojedinačno, pravna statusa zaštićena kulturnog dobra, klasificirano kao "profana graditeljska baština".